# Mikroregion Ituporanga

Mikroregion Ituporanga

Mikroregion Ituporanga – mikroregion w brazylijskim stanie Santa Catarina należący do mezoregionu Vale do Itajaí. Ma powierzchnię 1.963,2 km²

## Gminy
- Atalanta
- Chapadão do Lageado
- Imbuia
- Ituporanga
- Petrolândia
- Vidal Ramos